# Hieracium erectifrons
Hieracium erectifrons es una especie de planta con flor del género Hieracium, de la familia Asteraceae, orden Asterales.

## Distribución
Hieracium erectifrons se distribuye por Noruega y Suecia.

## Taxonomía
Fue descrita científicamente por (Zahn) Omang. Fue publicada en Skr. Norske Vidensk.-Akad. Oslo, Mat.-Naturvidensk. Kl.